# Čojluk
Čojluk is een plaats in de gemeente Udbina in de Kroatische provincie Lika-Senj. De plaats telt 15 inwoners (2001).